# Jason Lutes

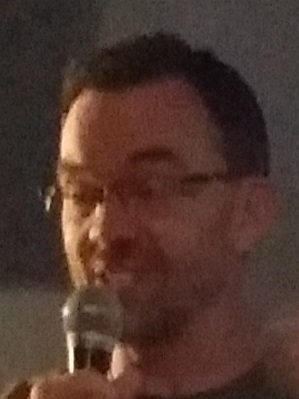
Jason Lutes

Jason Lutes (* 7. Dezember 1967 in New Jersey) ist ein US-amerikanischer Comiczeichner, der vor allem durch seine historische Graphic-Novel-Trilogie Berlin bekannt wurde. Lutes ist ein Dozent an der Kunsthochschule Center for Cartoon Studies (CCS) in Hartford, Vermont.

## Leben
Lutes begann mit dem Zeichnen bereits im Alter von vier bis fünf Jahren. Mit acht Jahren nahm er zum ersten Mal mit seinen Eltern an einer Europa-Reise nach Frankreich teil und war dort begeistert von Comics wie Tim und Struppi oder Asterix. Nach seinem Studienabschluss an der Rhode Island School of Design (RISD) erhielt er 1991 die Möglichkeit, bei dem Comicverlag Fantagraphics zu arbeiten. Dort war er als Assistent des Art Directors beschäftigt, er gab diese Tätigkeit jedoch nach einem Jahr wieder auf. Sein erster Comicstrip erschien 1993 in The Stranger, einem Stadtmagazin in Seattle. Bei The Stranger erhielt er eine feste Anstellung und wurde Art Director des Magazins. 1995 gab er diese Arbeit auf, um sich ganz seinen eigenen Werken widmen zu können. Zwei Jahre lang recherchierte Lutes ausschließlich für einen groß angelegten Bildroman über das „faszinierende“ Berlin der 1920er Jahre.
Er lebt seit 2007 mit seiner Partnerin Becka Warren auf einer Farm in Vermont und hat mit ihr zwei Kinder. Seit dem Frühjahr 2008 unterrichtet er am Center for Cartoon Studies (CCS) in Hartford, Vermont.

## Werke

### Narren
Die strips, die in The Stranger erschienen, wurden später in seiner ersten Graphic Novel The Jar of Fools (deutscher Titel: Narren) aufgenommen. Er schildert darin ein paar Tage aus dem Leben eines arbeitslosen Magiers und legt dabei besonderen Wert auf die Darstellung der Empfindungen der Protagonisten, in Traumsequenzen und Rückblenden werden die Handlungsmotive der Figuren verdeutlicht. Für Narren erhielt Lutes den Xeric Grant Award. Jar of Fools erschien 1994 zunächst im Eigenverlag und wurde 1997 beim kanadischen Verlag Drawn and Quarterly herausgegeben. Die deutsche Ausgabe erschien 1999 beim Carlsen Verlag.

### Herbstfall
Für die psychologische Kriminalgeschichte The Fall (deutscher Titel: Herbstfall), arbeitete er mit dem Comicautor Ed Brubaker zusammen, der auch in seinen früheren Arbeiten Kriminal- und Actionthemen aufgriff. Ein junger Mann wird in einen neun Jahre zurückliegenden Mordfall verwickelt und dadurch aus seinem unspektakulären Leben gerissen. The Fall wurde in einer Anthologie bei Dark Horse und 2001 als Album bei Drawn & Quarterly veröffentlicht. Die deutsche Ausgabe erschien 2004 bei Reprodukt.

### Berlin
1996 begann Lutes mit den Vorbereitungen für seinen historischen Comicroman Berlin, der im Berlin der späten Weimarer Republik spielt. Er beginnt im September 1928 und endet im Januar 1933 und schildert verschiedene Schicksale in dieser Zeit. Der Comic beeindruckt durch die Darstellung der historischen Stadtansichten und die je nach Figur unterschiedliche Sicht auf die politischen und gesellschaftlichen Veränderungen dieser Zeit. Dazu gehören die Liebesgeschichte zwischen einer jungen Kunststudentin und einem älteren Journalisten ebenso wie die Probleme einer allein erziehenden Mutter.
Berlin ist von Lutes in 24 Kapiteln konzipiert worden, von denen das erste 1998 erschienen ist. 2001 wurden die ersten acht Kapitel zu dem Band Berlin – City of Stones zusammengefasst. In Deutschland brachte Carlsen Comics 2003 diesen ersten Band der geplanten Trilogie unter dem Titel Berlin – Steinerne Stadt heraus. Der zweite Band auf Deutsch erschien 2008 ebenfalls bei Carlsen unter dem Titel Berlin – Bleierne Stadt, Band drei kam zur Frankfurter Buchmesse 2018 heraus unter dem Titel „Berlin – Flirrende Stadt“ (englisch Berlin – City of Lights).
Die deutsche Gesamtausgabe erschien im Januar 2019 gebunden und im größeren Format von 19,80 × 26,50 cm.

## Stil
Lutes las in seiner Jugend viele Superheldencomics wie The Avengers. In den späten 1970er Jahren entdeckte er das Comicmagazin Heavy Metal, in dem neben amerikanischen auch europäische Comics für ein erwachsenes Publikum veröffentlicht wurden. Er war durch mehrere Reisen nach Europa von europäischen Comics beeindruckt und beeinflusst. Heute gehören zu seinen Vorbildern Wilhelm Busch, Rodolphe Töpffer, Osamu Tezuka, Hergé, Art Spiegelman, Chester Brown, Ben Katchor und David Mazzucchelli. Laut Lutes habe jeder dieser Cartoonisten das Medium auf beeindruckende und beispiellose Weise vorangebracht.
Lutes ist ein Vertreter des realistischen Zeichenstils, in dem viele Elemente des Ligne claire von Hergé und Vittorio Giardino wiederzufinden sind. Häufig werden Ausschnitte einer Szene vergrößert, ein Fuß auf dem Straßenpflaster, eine Hand, die zum Abschied winkt. Er verzichtet auf Grautöne und spielt mit dem Kontrast von schwarz und weiß. Die Figuren bewegen sich vor detailliert ausgearbeiteten Hintergründen.
Eines seiner Vorbilder ist Scott McCloud, und gerade das führte auch zu Kritik an seinem Frühwerk. Durch den kompromisslos nach den Theorien McClouds gestalteten Aufbau der Comics fehle es zuweilen an Spannung und Überraschungen. Doch schon lange sind „solche Experimente [.] seltener geworden.“ McCloud selbst fand diese frühen Arbeiten so überzeugend, dass er einige Panels aus Jar of Fools zur Dokumentation in seinem Buch Comics neu erfinden verwendete.
Andreas Platthaus hält Berlin für wegweisend, nämlich „so etwas wie de[n] Startschuss für die Graphic-Novel-Kampagne der deutschen Comicverlage.“

## Veröffentlichungen
- 1994 The Jar of Fools
  - Narren. Carlsen Verlag, Hamburg 1999, ISBN 3-551-73782-7.
- 2001 The Fall
  - Herbstfall. Reprodukt, Berlin 2004, ISBN 3-931377-88-1.
- 2007 Houdini: The Handcuff King
  - Houdini – König der Handschellen. Carlsen Verlag, Hamburg 2008, ISBN 978-3-551-77963-2.

### Berlin-Trilogie
- Berlin – City of Stones. Book one. Umschlag-Layout Michel Vrána. Drawn and Quarterly, Montreal 2001
  - Berlin – Steinerne Stadt. Carlsen Verlag, Hamburg 2003, ISBN 3-551-76674-6.
- Berlin – City of Smoke. 2008, ISBN 978-1-897299-53-1)
  - Berlin – Bleierne Stadt. Carlsen Verlag, Hamburg 2008, ISBN 978-3-551-76676-2
- Berlin – City of Lights. 2018, ISBN 978-1-896597-29-4
  - Berlin – Flirrende Stadt. Carlsen Verlag, Hamburg 2018, ISBN 978-3-551-76677-9
- Berlin. [englische Gesamtausgabe], Drawn and Quarterly, 2018, ISBN 978-1-77046-326-4
  - Berlin – Die Gesamtausgabe, Carlsen Verlag, 2019, ISBN 978-3-551-76820-9

## Filme
- Jason Lutes' „Berlin: City of Smoke“. Fernseh-Reportage, USA, 2008, 2:07 Min., Regie: Jamin Brophy-Warren, Produktion: Wall Street Journal (WSJ), Internetpublikation: 22. August 2008 bei WSJ, online-Video.

- Comic-Autor Jason Lutes: Ein Berliner Panoptikum der 1920er Jahre. Fernseh-Reportage, Deutschland, 2019, 3:08 Min., Moderation: Constantin Schreiber, Regie: Alex Jakubowski, Produktion: hR-Fernsehen, Reihe: Nachtmagazin, Erstsendung: 5. Februar 2019 bei Das Erste, Hinweis von ARD. Gespräch mit Lutes anlässlich einer Signierstunde in einem Comicladen in Frankfurt a. M.

- Buch: „Berlin“ von Jason Lutes. Fernseh-Reportage, Deutschland, 2019, 5:26 Min., Buch: Lotar Schüler, Kamera: Eyk Boklage, Produktion: 3sat, Reihe: Kulturzeit, Erstsendung: 6. Februar 2019 bei arte, Hinweis von ARD, online-Video aufrufbar bis zum 7. Februar 2024.

- Comickunst: Berlin in den 1930er Jahren. Fernseh-Reportage, Deutschland, 2019, 2:04 Min., Buch: Kolja Kandziora, Kamera: M. Chmella, J. Eisel, Produktion: Arte, Reihe: Arte Journal, Erstsendung: 24. März 2019 bei arte, online-Video von arte, aufrufbar bis zum 23. März 2039.

## Hörfunk
- Comicautor Jason Lutes – Ein Berliner Panoptikum der 20er. Gespräch, Deutschland, 2019, 7:52 Min., Moderation: Andrea Heinze, Produktion: Deutschlandfunk, Reihe: Corso, Erstsendung: 4. Februar 2019, Transkript.